# Dead Letters
A Dead Letters a The Rasmus finn rockzenekar ötödik stúdióalbuma,  ami 2003. március 21-én került a boltokba.

## Kislemezek
| Year | Album                | FIN | GER | AUT | SUI |
| ---- | -------------------- | --- | --- | --- | --- |
| 2003 | In The Shadows       | 1   | 1   | 2   | 2   |
| 2003 | In My Life           | 2   | -   | -   | 50  |
| 2003 | First Day Of My Life | 4   | 6   | 9   | 20  |
| 2004 | Funeral Song         | 2   | 24  | 32  | 54  |
| 2004 | Guilty               | 1   | 20  | 32  | 43  |

## Dal lista
1. First Day Of My Life
2. In The Shadows
3. Still Standing
4. In My Life
5. Time To Burn
6. Guilty
7. Not Like The Other Girls
8. The One I Love
9. Back In The Picture
10. Funeral Song

## Külső hivatkozások
- Hivatalos honlap